# Trichilia minutiflora
Trichilia minutiflora là một loài thực vật có hoa trong họ Meliaceae. Loài này được Standl. miêu tả khoa học đầu tiên năm 1927.